# 小不列顛 (紐約州)
小不列顛（英語：Little Britain）是位於美國紐約州奧蘭治縣的非建制地區。

## 地理
小不列顛所處的海拔為高於海平面141米（即463英呎），而該地所採用的時區為UTC-5，即北美东部时区（EST）。同時該地設有夏令時間，為UTC-5調快一小時，即UTC-4（EDT）。